# سیارک ۳۹۹۳۰
سیارک ۳۹۹۳۰ (به انگلیسی: 39930 Kalauch، نامگذاری:1998FR74) سی و نه هزار و نهصد و سی‌امین سیارک کشف شده‌است که در ۲۴ مارس ۱۹۹۸ کشف شد.